# Endosimbiosi

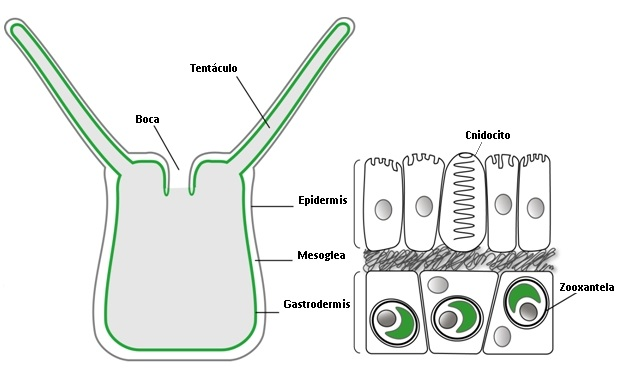
Schema dell'endosimbiosi delle zooxantelle negli antozoi

L'endosimbiosi (dal greco: ἔνδον = dentro; συν = insieme; βιος = vita) è una particolare forma di simbiosi nella quale un organismo (di solito unicellulare) vive all'interno di un altro organismo, con le caratteristiche di mutuo beneficio che distinguono la simbiosi mutualistica dal parassitismo e dal commensalismo.

## Descrizione ed esempi

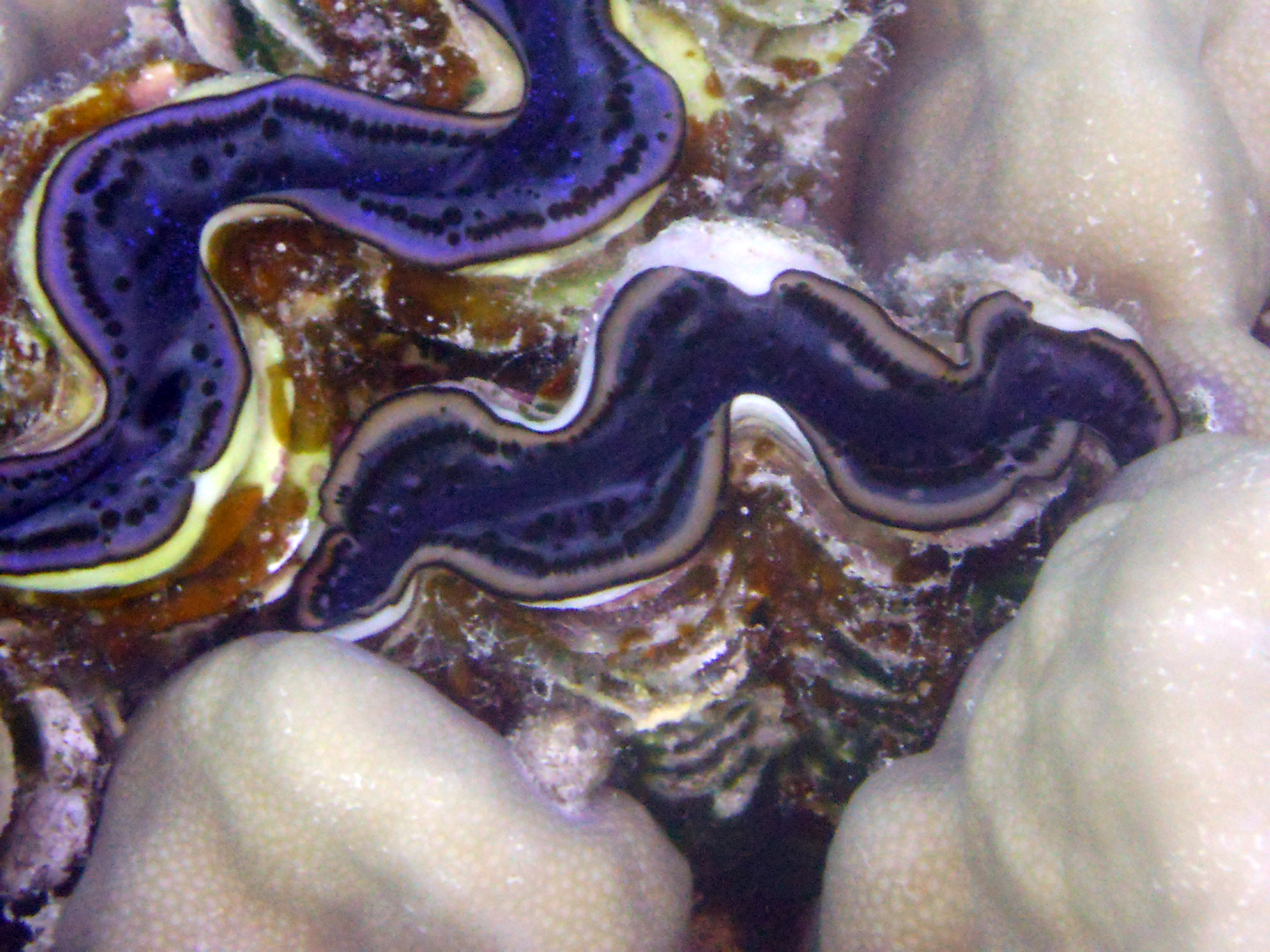
Il colore bluastro di questi esemplari di Tridacna, bivalvi giganti della barriera corallina, è dovuto alle zooxantelle endosimbionti

L'endosimbiosi può essere intracellulare o extracellulare: nel primo caso l'endosimbionte si trova non solo all'interno del corpo dell'ospite, ma addirittura all'interno delle sue cellule.
L'endosimbiosi, come ogni simbiosi, può inoltre essere obbligata o facoltativa. Nel primo caso le due specie, o almeno una delle due, non possono sopravvivere senza la presenza dell'altra.
Generalmente il simbionte che vive all'interno dell'altro è un microrganismo.
Alcuni esempi:
- il cianobatterio Richelia intracellularis in alcune Diatomee, in particolare Hemiaulus;[1]
- l'alga unicellulare Zoochlorella nel protozoo ciliato Paramecium;
- diversi microrganismi simbionti di oligocheti marini come Olavius algarvensis, caso estremo di simbiosi obbligata perché il verme marino non ha bocca e non può nutrirsi in assenza dell'endosimbionte;[2]
- i dinoflagellati Symbiodinium (e altri) in numerose specie di coralli e in altri organismi marini;
- il proteobatterio Buchnera aphidicola in numerose specie di afidi.

## Teoria

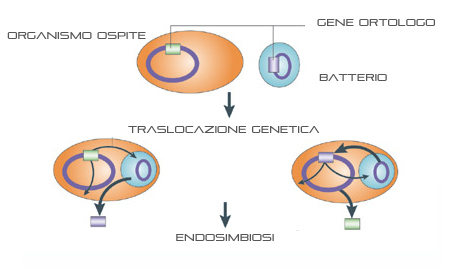
Schema endosimbiosi

Alcuni scienziati hanno supposto che un'antica endosimbiosi abbia originato alcune caratteristiche permanenti degli organismi attuali, formulando la teoria endosimbiotica (chiamata anche teoria endosimbiontica o teoria dell'endosimbionte) riguardo alle origini di alcuni organismi.
L'ipotesi è che alcuni organismi biologici siano stati ingeriti da altri organismi e poiché ne trassero un vantaggio evoluzionistico di sopravvivenza reciproco, svilupparono una relazione simbiotica permanente che nelle generazioni è divenuta indissolubile e imprescindibile; come esempio viene postulato che, nel passato remoto del Precambriano, un batterio aerobico (che richiede ossigeno) sia stato ingerito da un batterio anaerobio (per il quale forse l'ossigeno era tossico) acquisendo un vantaggio reciproco e che continuando la loro relazione mutualistica abbiano superato evoluzionisticamente gli altri organismi in quell'ambiente; nel tempo il batterio interno ha perso o spostato materiale genetico nel nucleo dell'ospitante, per la codifica di tutto ciò che non era più necessario o superfluo.
Questa teoria è stabilizzata su estese sperimentazioni, osservazioni scientifiche ed analisi genetiche; attualmente è generalmente accettata come fatto verificato dalla comunità scientifica.

### Storia
L'ipotesi endosimbiontica fu articolata per la prima volta dal botanico russo Konstantin Sergeevič Merežkovskij nel 1905. Merežkovskij era già a conoscenza del lavoro svolto dal botanico tedesco Andreas Schimper, che, avendo osservato nel 1883 come la divisione dei cloroplasti nelle piante verdi ricordasse quella dei cianobatteri, aveva proposto (in una nota a piè di pagina) che le piante verdi derivino dall'unione simbiotica di due organismi. Nel 1909 lo zoologo Umberto Pierantoni formulò la teoria della simbiosi fisiologica ereditaria. Successivamente, nel 1920, Ivan Wallin estese l'idea di un'origine endosimbiontica anche ai mitocondri. Tutte queste ipotesi furono inizialmente tralasciate o confutate. Analisi più dettagliate di cianobatteri e cloroplasti, effettuate grazie al microscopio elettronico, e la scoperta che i plastidi e i mitocondri contengono un proprio DNA (che fu riconosciuto come il materiale ereditario degli organismi) portarono a una rivalutazione dei fatti negli anni sessanta.
La teoria endosimbiontica nella sua moderna accezione fu esposta e diffusa per la prima volta nel 1975 da Lynn Margulis, che la ufficializzò nel 1981 nel libro Symbiosis in Cell Evolution (La simbiosi nell'evoluzione cellulare); nel libro viene spiegato come le cellule eucariotiche si siano originate come comunità di entità interagenti tra loro, tra cui ad esempio spirochete endosimbiontiche che si svilupparono in flagelli e ciglia eucariotici.
 
Attualmente questa teoria è largamente accettata e supportata da prove scientifiche. Nei primi tempi venne accettata molto lentamente tra i biologi, ma grazie al largo numero di prove portate a sostegno nei 30 anni seguenti, viene utilizzata con persistenza su un numero sempre maggiore di sistemi biologici. Attualmente è l'unica spiegazione plausibile esistente per l'evoluzione e la discontinuità esistente tra procarioti ed eucarioti, nota con l'acronimo SET (Serial Endosymbiotic Theory).
Secondo Margulis "la vita non conquistò la Terra attraverso la lotta, ma attraverso la cooperazione" e la nozione darwiniana di evoluzione condotta dalla selezione naturale è incompleta, sebbene sia da notare che l'endosimbiosi (in quanto nuovo carattere) abbia comunque dovuto passare le maglie della selezione naturale per essere fissato.

### Descrizione
Secondo questa teoria, gli endosimbionti cedono evoluzionisticamente parte delle loro informazioni genetiche all'ospite, che dedica parte del proprio materiale genetico per codificare proteine dedicate al simbionte permanente e che inoltre perde parte delle informazioni (e funzioni) non necessarie alla sua condizione di organismo stabilmente ospitato, a differenza dei simbionti che mantengono il proprio codice integro. Il processo attraverso il quale alcune informazioni genetiche sono passate dal simbionte all'ospite pare sia la codifica delle proteine per la replicazione, trascrizione, divisione cellulare, trasporto, regolazione e trasmissione dei segnali del batterio, rimpiazzata dalla proteina dell'ospite, che rende superflua la sua codifica nell'endosimbionte; di conseguenza, non più necessaria, l'informazione scompare, così legando l'endosimbionte per la sua sopravvivenza alla cellula ospite e in pratica ne viene preso il controllo. 
Un organismo di questo tipo acquisisce un vantaggio evoluzionistico consistente nel fatto di espandere enormemente il numero di ambienti nei quali può sopravvivere.
Per quanto riguarda ad esempio, l'evoluzione che porta alle primigenie alghe, si ipotizza che alcuni eubacteria semoventi (come i Proteobacteria) si siano uniti ad archaeobacteria zolfo-riducenti (come i Crenarchaeota) formando gli archaeoprotisti (amitochondriati mastigotes); in una seconda unione con eubacteria ossigeno-rigeneranti si produssero gli antenati degli eucarioti eterotrofi. Acquisendo infine cyanobacteria divengono alghe con la terza endosimbiosi.

### Mitocondri

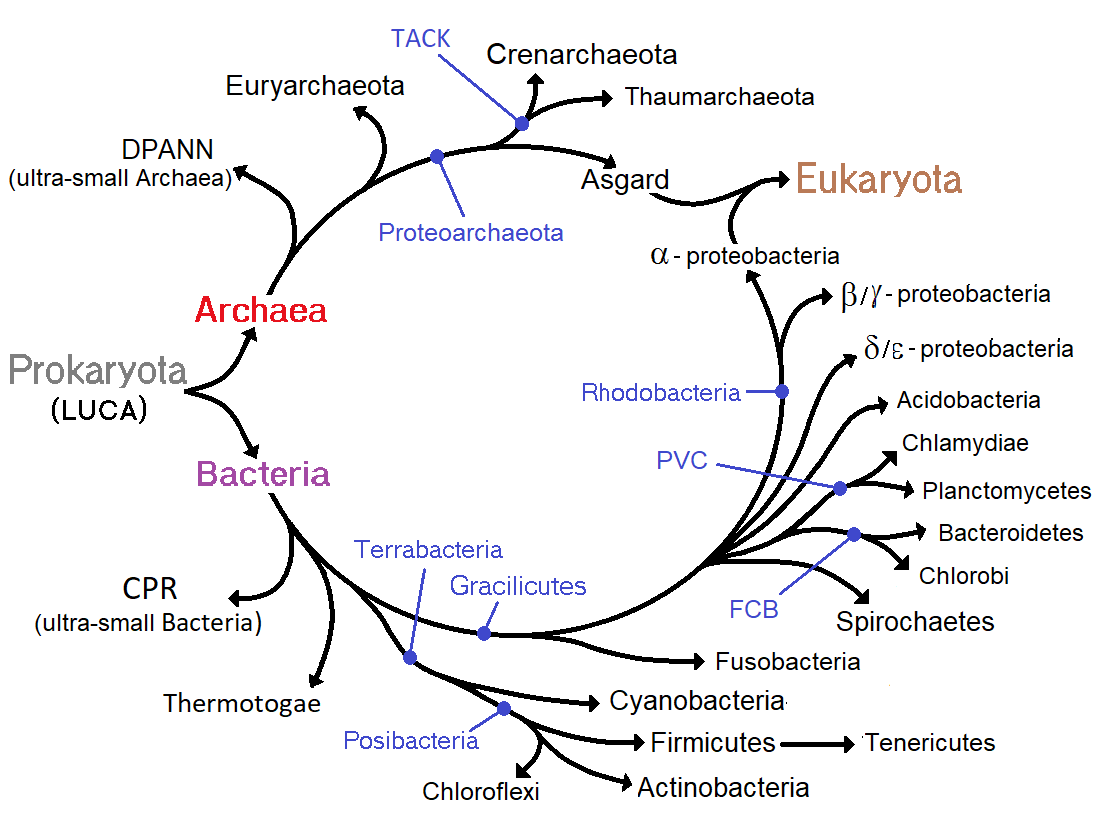
Anello filogenetico dei procarioti che mostra l'origine degli eucarioti secondo la teoria dell'endosimbiosi. I mitocondri sono derivati da un α-proteobatterio.

I mitocondri, organuli delle cellule eucariotiche, si originarono come organismi procarioti esterni, introdottisi nella cellula come endosimbionti, circa 1,5 miliardi di anni addietro. I mitocondri si sarebbero sviluppati da proteobacteria (in particolare, Rickettsiales o affini e forse da un batterio molto vicino a Rickettsia prowazekii.)
 
Alcune prove del fatto che i mitocondri si originarono da antiche endosimbiosi di batteri sono ad esempio:
- I mitocondri contengono DNA diverso da quello del nucleo cellulare e simile a quello dei bacteria; si nota la presenza di un DNA circolare a doppia elica e la presenza di ribosomi propri e di una doppia membrana. Come i batteri, i mitocondri non hanno istoni ed i loro ribosomi sono sensibili ad alcuni antibiotici (come il cloramfenicolo). In più i mitocondri sono organelli semiautonomi in quanto replicano, per scissione binaria, autonomamente rispetto alla cellula.
- Sono circondati da due o più membrane, la più interna delle quali mostra una composizione differente da quella delle altre membrane della cellula; si nota la presenza di molecole di cardiolipina ed assenza di colesterolo; la sua composizione è simile a quella di una membrana cellulare procariotica.
- Nuovi mitocondri si formano solamente attraverso un processo simile alla scissione binaria. In alcuni casi i mitocondri possono essere distrutti da alcuni agenti ambientali o disfunzioni patogenetiche senza tuttavia danneggiare la cellula che li ospita, e comunque non si rigenerano.
- La maggior parte della struttura interna e la biochimica dei mitocondri è molto simile a quella dei batteri. L'idea filogenetica, basata sui genomi di batteri, mitocondri ed eucarioti, suggerisce che i mitocondri siano strettamente derivati da bacteria.
- L'analisi della sequenza del DNA e la teoria filogenetica suggeriscono che il DNA nucleare probabilmente contiene geni che vennero dai batteri/mitocondri originali inglobati.
- Alcune proteine codificate nei nuclei sono trasportate agli organelli e i mitocondri hanno genomi piccoli se paragonati a quelli dei batteri. Ciò concorda con l'idea di un incremento della dipendenza sull'ospite eucariote dopo la formazione di un'endosimbiosi. La maggior parte dei geni dei batteri/organelli inglobati sono andati perduti se inutili o si sono spostati nel nucleo. La maggior parte dei geni necessari per le funzioni mitocondriali si trovano nel nucleo. Molti hanno avuto origine dalla endosimbiosi batterica.
- Se i mitocondri si fossero originati ex novo, dovrebbero averlo fatto molteplici volte, nel qual caso la loro rispettiva somiglianza è difficilmente spiegabile. Molti protisti contengono batteri ospitati secondari che sono stati acquisiti da altri eucarioti contenenti mitocondri, e non direttamente.
- Tra gli eucarioti più antichi, i mitocondri sono maggiormente somiglianti ai batteri primigeni.
- I ribosomi dei mitocondri sono come quelli trovati nei batteri (70S).
- Le proteine originate dai mitocondri usano, come quelle dei batteri, N-formilmetionina come amminoacido iniziale.

Per comprendere come mai non possono sopravvivere in ossigeno o fuori dalla cellula, avendo perso molti geni necessari per la sopravvivenza, va considerato il lungo intervallo di tempo in cui i mitocondri hanno co-abitato con i loro ospiti; i geni e i sistemi che non erano più necessari sono stati semplicemente eliminati, o in molti casi trasferiti nel genoma ospite (infatti questi trasferimenti costituiscono un importante mezzo per la cellula ospite di regolare l'attività mitocondriale).

Recenti osservazioni, mostrano come, molto probabilmente, gli endosimbionti mitocondriali possano sopravvivere almeno per un po' a vita libera in fluidi corporei stabili, come il sangue, e che siano in grado di trasferirsi da cellula a cellula in caso di necessità, quindi sempre passando per uno stadio a vita libera, anche se breve.

### Plastidi
I plastidi (es. cloroplasti), organuli delle cellule eucariotiche si originarono come organismi procarioti esterni, introdottisi nella cellula come endosimbionti, circa 1,5 miliardi di anni addietro, in cellule che avevano già inglobato i mitocondri. I cloroplasti si sarebbero sviluppati da cyanobacteria.

Alcune prove del fatto che i plastidi si originarono da antiche endosimbiosi di batteri, sono:
- I plastidi contengono DNA diverso da quello del nucleo cellulare e simile a quello dei bacteria (per la forma circolare e le dimensioni).
- Sono circondati da due o più membrane, la più interna delle quali mostra una composizione differente da quella delle altre membrane della cellula che li ospita. La sua composizione è simile a quella di una membrana cellulare procariotica, completamente diversa dalla membrana eucariotica dell'ospite.
- Nuovi plastidi si formano solamente attraverso un processo simile alla scissione binaria, a differenza del loro ospite. In alcune alghe, come la Euglena, i plastidi possono essere distrutti da alcuni agenti chimici o dalla prolungata assenza di luce senza tuttavia danneggiare la cellula. In un caso del genere, i plastidi non si rigenerano.
- La maggior parte della struttura interna e la biochimica dei plastidi, come la presenza di clorofilla, è molto simile a quella dei cianobatteri. L'idea filogenetica, basata sui genomi di batteri, plastidi ed eucarioti, suggerisce che i plastidi siano strettamente discesi dai cyanobacteria originali.
- L'analisi della sequenza del DNA e la teoria filogenetica suggeriscono che il DNA nucleare contenga geni che vennero dai plastidi.
- Alcune proteine codificate nei nuclei sono trasportate agli organelli e i plastidi hanno genomi piccoli se paragonati a quelli dei batteri. Ciò concorda con l'idea di un incremento della dipendenza sull'ospite eucariote dopo la formazione di un'endosimbiosi. La maggior parte dei geni degli organelli sono andati perduti o si sono spostati nel nucleo. La maggior parte dei geni necessari per le funzioni generiche plastidiche si trovano nel nucleo. Molti hanno avuto origine dalla endosimbiosi batterica.
- I plastidi sono presenti in gruppi molto diversi di Protisti, alcuni dei quali strettamente legati a forme in cui i plastidi non sono presenti. Questo suggerisce che se i cloroplasti si sono originati ex novo, lo fecero molteplici volte, nel qual caso la loro rispettiva somiglianza è difficile da spiegare. Molti di questi protisti contengono plastidi secondari che sono stati acquisiti da altri eucarioti contenenti plastidi, non direttamente da cianobatteri, attraverso una endosimbiosi di secondo livello.
- Tra gli eucarioti più antichi che hanno acquisito i loro plastidi direttamente dai cyanobacteria (conosciuti come Primoplantae), le glaucophyte algae hanno cloroplasti fortemente somiglianti a cianobatteri.
- I ribosomi di questi organelli sono come quelli trovati nei batteri (70S).
- Le proteine originate dagli organelli usano, come quelle dei batteri, N-formilmetionina come amminoacido iniziale.

Per comprendere il motivo per cui non possono sopravvivere in ossigeno o fuori dalla cellula, avendo perso molti geni necessari per la sopravvivenza, va considerato il lungo intervallo di tempo in cui i plastidi hanno co-abitato con i loro ospiti; i geni e i sistemi che non erano più necessari sono stati semplicemente eliminati, o in molti casi trasferiti nel genoma ospite (infatti questi trasferimenti costituiscono un importante mezzo per la cellula ospite di regolare l'attività plastidica).

### Ciglia e flagelli
Viene postulato con supporto di evidenze scientifiche dalla teoria dell'endosimbionte, che organelli eucariotici come ciglia e flagelli, presenti ad esempio negli organi di senso dei vertebrati (coni e bastoncelli degli occhi o ciglia sensoriali dell'orecchio interno) o negli spermatozoi (la coda che permette la motilità), che hanno genomi di batteri simbiotici che avevano capacità indipendente di sensibilità alla luce o al movimento, non siano risultanti da mutazioni randomiche ma siano stati acquisiti dagli eucarioti assimilando un batterio (in particolare del phylum Spirochaetes).

### Perossisomi
Anche la possibilità che i perossisomi, altri organelli cellulari, possano avere un'origine endosimbiontica è stata considerata, sebbene manchino di DNA. Christian de Deuve propose che potrebbero essere stati i primi endosimbionti, che permisero alle cellule di sostenere l'aumento di ossigeno molecolare libero nell'atmosfera terrestre. Altre osservazioni e studi, propongono che si siano potuti formare ex novo, contraddicendo l'idea della loro origine endosimbiontica.

## Endosimbiosi secondaria
L'endosimbiosi primaria coinvolge l'ingresso di un batterio in un altro organismo vivente. La endosimbiosi secondaria avviene quando lo stesso prodotto dell'endosimbiosi primaria viene inglobato e trattenuto da un altro vivente eucariote. L'endosimbiosi secondaria è avvenuta molte volte e ha dato luogo a gruppi estremamente diversi di alghe e altri eucarioti. Alcuni organismi possono procurarsi un vantaggio opportunistico da un processo simile, in cui inglobano un'alga e utilizzano i prodotti della sua fotosintesi, ma una volta che l'organismo-preda muore, o viene perso, l'ospite torna a uno stato vivente libero. Endosimbionti secondari obbligati diventano dipendenti dai loro organelli e sono incapaci di vivere in loro assenza. 
Una possibile endosimbiosi secondaria in atto è stata osservata da Okamoto e Inouye (2005). Il protista eterotrofico Hatena si comporta come un predatore finché non ingerisce un'alga verde, che perde i suoi flagelli e il citoscheletro, mentre Hatena, adesso un ospite, tramuta il suo nutrimento in fotosintetico, acquista la capacità di muoversi verso la luce e perde il suo apparato alimentare.